# Río Goascorán
Río Goascorán är ett vattendrag i Honduras. Det ligger i den sydvästra delen av landet, 100 km sydväst om huvudstaden Tegucigalpa.